# یواس‌اس یانگ (دی‌دی-۵۸۰)
یواس‌اس یانگ (دی‌دی-۵۸۰) (به انگلیسی: USS Young (DD-580)) یک کشتی بود که طول آن ۱۱۴٫۷ متر (۳۷۶ فوت) بود. این کشتی در سال ۱۹۴۲ ساخته شد.